# Бордурия
Бордурия или (точнее) Бордюрия (фр. Bordurie) — вымышленное балканское государство с авторитарной (фашистской) формой правления, где происходит действие двух альбомов из серии «Приключения Тинтина» бельгийского карикатуриста Эрже — «Скипетр Оттокара» (1938) и «Дело Турнесоля» (1956). Также упомянуто в последнем завершённом комиксе из этой серии, «Тинтин и Пикаросы» (1976).
Столица этой гористой «руритании» — город Соход. Бордюрия граничит с Сильдавией, другим вымышленным государством.

## Этимология
Топоним происходит от французского bordure — «граница».

## География

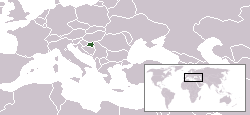
Бордюрия на карте мира

Бордюрия располагается на Балканском полуострове. Граничит с Сильдавией. Сельская местность Бордюрии расположена в драматической горной местности. Скалистый ландшафт и возвышающиеся вершины больше всего похожи на Балканские горы. Поэтому вполне возможно, что Бордюрия расположена примерно на месте современных Болгарии и Сербии.

## История

### До XX века
Король Бордюрии завоевал Сильдавию в 1195 году. Сильдавия была аккупирована до 1275 года, когда барон Алмашут изгнал Бордюрцев из Сильдавии. С тех пор между двумя странами возникли многочисленные конфликты в ситуации «тайной войны».

### 1930-е годы

Флаг 1939 года

В 1930-е годы Бордюрия пытается захватить своего соседа, свергнув короля Оттокара XII: в Сильдавии Партия Стальной гвардии во главе с Мюстлером (чьё имя напоминает Муссолини и Гитлера) должна спровоцировать инциденты с приграничным населением, в то время как «ударные секции» Zyldav Zentral Revoluzionär Komitzät (Сильдавского центрального революционного комитета) несут ответственность за захват стратегических центров столицы Клов; пограничные войска должны затем войти на территорию Сильдавии.

Вариант флага 1939 года

Благодаря раскрытию заговора Тинтином государственный переворот проваливается и пограничные войска отступают на 20 километров от границы.

Флаг из цветной версии «Скипетра Оттокара» 1946 года

### Послевоенный период

Послевоенный флаг

После Второй мировой войны Бордюрия  выступила на стороне СССР в Холодной войне. Бордюрия пыталась помешать Сильдавской Лунной программе в альбоме «Пункт назначения — Луна». Бордюрия чуть не завладела Лунной ракетой в альбоме «Первые шаги по Луне». В альбоме «Дело Турнесоля» Бордюрия пытается завладеть звуковым оружием. 

Вариант послевоенного флага

## Политическое устройство
Бордюрия — фашистская страна с тоталитарным правительством. Несколько стран Центральной Европы, таких как Венгрия, Хорватия, Албания и Румыния, находились под властью фашистских правительств до или во время Второй мировой войны. Все они стали государствами-клиентами Советского Союза после войны; можно предположить, что Бордюрия находится в похожей ситуации. Тот факт, что глава государства носит воинское звание маршала, является отсылкой к Иосифу Сталину.

## Язык
Язык жителей Бордюрии и соседней с ней Сильдавии основан на марольском социолекте. Это полная валлонских заимствований речь франкоязычных жителей брюссельского квартала Мароллы.

## Наука
Агенты Бордюрии пытаются помешать Сильдавской Лунной программе в альбомах «Пункт назначения — Луна» и «Путешественники на Луне».
В альбоме «Дело Турнесоля» секретные агенты Сильдавии соревнуются с главными агентами Бордюрии, чтобы похитить профессора Турнесоля и получить секреты для разработки звукового оружия.

## Вооружённые силы
Армия в довоенном «Скипетре Оттокара» изображена как поставляемая немцами, основным самолетом является Bf 109. В послевоенных историях она имеет все характеристики советской армии. В «Тинтин и Пикаросы» армия Сан-Теодорос снабжается Бордюрией штурмовыми винтовками Beretta AR70/90 и вертолетами Ми-1. Также правительственный лимузин вдохновлён советским ЗИЛ-114.
В «Скипетре Оттокара» бордюрская армия использует винтовки Gewehr 98, vz. 24 и Karabiner 98k с продольно-скользящим затвором. В «Деле Турнесоля» бордюрские солдаты и агенты были вооружены итальянскими пистолетами-пулеметами Beretta MAB 38. Из-за характера своего правительства и вооружения своих военных, Бордюрия, скорее всего, была филиалом Оси во время Второй мировой войны, хотя в комиксах об этом нет прямого упоминания.